# Heinz Lüllmann
Heinz Albrecht Lüllmann (* 10. April 1924 in Norden (Ostfriesland); † 25. Juli 2014 in Kiel) war ein deutscher Pharmakologe.

## Leben
Heinz Lüllmanns Vater war Lehrer in Norden. Nach dem Abitur 1942 studierte er als Sanitätsoffiziersanwärter Medizin in Berlin. Das Studium setzte er nach Ende des Krieges 1947 bis 1950 in Mainz fort. Dort wurde er Assistent, später Oberarzt des Pharmakologen Gustav Kuschinsky. Er habilitierte sich 1956. Es folgten Studienaufenthalte in Oxford und Jackson (Mississippi). 1964 erhielt er den Ruf an das Pharmakologische Institut der Universität Kiel, das er bis zu seiner Emeritierung 1992 leitete. In den Jahren 1968 und 1969 – zur Zeit der sogenannten 68er-Bewegung – war Lüllmann Dekan der Medizinischen Fakultät der Universität Kiel. Im Jahr 1989 wurde er zum Mitglied der Leopoldina gewählt.
Nach dem Tod seiner ersten Ehefrau war Lüllmann ab 1970 mit der Anatomin Renata Rauch (1941–2024) verheiratet.

## Leistungen
Lüllmann dürfte unter Medizinstudenten seine größte Bekanntheit durch die Mitherausgabe eines weitverbreiteten Lehrbuchs erlangt haben.
Seine Forschungsschwerpunkte waren die Pharmakologie der Herz-, Skelett- und glatten Muskulatur sowie Arzneimittel-bedingte Speicherkrankheiten.

## Schriften (Auswahl)
- Gustav Kuschinsky, Heinz Lüllmann: Kurzes Lehrbuch der Pharmakologie. Thieme, Stuttgart 1964; 17. Auflage (Heinz Lüllmann, Klaus Mohr, Lutz Hein): Pharmakologie und Toxikologie. Thieme, Stuttgart 2010.
- Heinz Lüllmann, Klaus Mohr, Albrecht Ziegler: Taschenatlas der Pharmakologie. Thieme, Stuttgart 1990; 5. Auflage (Heinz Lüllmann, Klaus Mohr, Lutz Hein) 2005.
- Heinz Lüllmann, Klaus Mohr, Lutz Hein: Color atlas of pharmacology, Georg Thieme Verlag KG, Fifth edition, Stuttgart 2018, ISBN 978-3-13-241065-7.